# 비타민 C 메가도스
비타민 C 메가도스(영어: Vitamin C megadose)는 비타민 C를 권장섭취량보다 과용량으로 복용하는 것을 의미한다.

## 같이 보기
- 비타민 C
- 요산